# Moson
Het comitaat Moson is een historisch comitaat in Hongarije, dit comitaat werd opgeheven in 1921, en bij het comitaat Győr en het Hongaarse deel van het comitaat Pozsony (tegenwoordig Bratislava, in Slowakije)
gevoegd.

## Ligging
Dit comitaat bevond zich aan de zuidkant van de Donau, en ten westen van de huidige stad Mosonmagyaróvár ( in het Duits: Wieselburg-Ungarisch Altenburg), Moson was de hoofdstad van het comitaat, tegenwoordig vormt de stad een geheel met Magyaróvár. Van het historisch comitaat ligt ongeveer 1/3e in Burgenland in Oostenrijk (het huidige district Neusiedl am See. En 2/3e in het comitaat Győr-Moson-Sopron. Een klein deel in het noordoosten van het historische comitaat ligt tegenwoordig in Slowakije. Het comitaat grensde in het noorden aan het comitaat Pozsony (Bratislava), in het zuiden en westen aan het comitaat Sopron,in het noordwesten aan de Oostenrijkse deelstaat Neder-Oostenrijk en in het oosten aan het comitaat Gyõr. Het comitaat grensde aan de noord en de oostoever van de Neusiedlermeer. Tegenwoordig zijn deze twee oevers onderdeel van het Oostenrijkse district Neusiedl am see, in de deelstaat Burgenland

## Deelgebied
| Deelgebied | Hoofdstad                                                        |
| ---------- | ---------------------------------------------------------------- |
| Moson      | Moson, sinds 1939 Mosonmagyaróvár                                |
| Rajka      | Rajka                                                            |
| Nezsider   | Nezsider, tegenwoordig Neusiedl am See in Burgenland, Oostenrijk |

Neusiedl am see ligt tegenwoordig in Oostenrijk de overige gebieden in Hongarije en een klein stukje in Slowakije